# Апшерон (месторождение)
Апшерон — газоконденсатное месторождение в Азербайджане. Расположено к юго-западу от месторождения Азери-Чираг-Гюнешали, в 100 км к юго-востоку от Баку. Площадь месторождения составляет 260 км².

## Общие сведения
Месторождение открыто в 2001 году 1-й разведочной скважиной. Нефтеносность связана с отложениями мелового возраста. Глубина моря на месторождении меняется от 250 до 650 метров. Продуктивные пласты находятся на глубинах 6,5 — 6,7 тыс. м.
Начальные запасы газа оцениваются в 350—360 млрд м3, конденсата — 45 млн тонн. Эти запасы позволяют добывать в год приблизительно 5 млрд м3 газа.
27 февраля 2009 года подписано соглашение о разведывательных работах, разработке и распределении добычи на морском блоке Апшерон сроком на 30 лет.
21 ноября 2016 года ГНКАР и Total подписали соглашение об определении условий первого этапа разработки месторождения. Бурение первой добывающей и оценочной скважины «ABD-001» глубиной 7411 метров началото в мае 2018 года и завершено в 2019 году.
19 сентября 2020 года на Бакинском заводе глубоководных оснований был заложен фундамент морских операций на месторождении Апшерон.
Добычу газа планировалось начать в середине 2021 года. 
В июне 2023 года компанией Total были извлечены первые объёмы газа с месторождения. Производственная мощность добычи на месторождении на июль 2023 года составляла 4 млн м3 газа в сутки и 12 тыс. баррелей конденсата в сутки.
В 2024 году планируется достичь уровня добычи в размере 1,5 млрд м3 газа в год. Полномасштабная добыча газа в объёме 5-6 млрд м3 в год планируется не ранее 2028 года.
Добытый газ выкупается компанией ГНКАР. Газовый конденсат поступает в нефтепровод Баку — Тбилиси — Джейхан.

## Доли
Первоначально долевое участие в проекте «Апшерон» распределялось следующим образом: Total (оператор, 50 %) и ГНКАР (50 %). 4 августа 2023 года Abu Dhabi National Oil Company приобрела 30 % доли в месторождении, после чего распределение долей составило:
- Abu Dhabi National Oil Company — 30 %
- Total — 35 %
- ГНКАР — 35 %

Оператором месторождения является совместное предприятие «JOCAP» (Joined Operating Company «Absheron Petroleum»). Контрактная площадь составляет 747 км².

## Показатели
| Год      | 2023 |
| -------- | ---- |
| млрд. м3 | 0,8  |

| Год      | 2023 |
| -------- | ---- |
| млн тонн | 0,3  |